# Alastair Crooke
Alastair Warren Crooke CMG, (nascido em 30 de junho de 1949), é um ex-diplomata britânico e um ex-agente do MI6. É também o fundador e diretor do Conflicts Forum, em Beirute.
Escreve com frequência artigos para a Strategic Culture Foundation.

## Início da vida e educação
Crooke nasceu na Irlanda, filho de Frederick Montague Warren e Shona Ann Thomson. Seu irmão mais velho era Ian WT Crooke, que se tornou um oficial do SAS, chegando a comandar o 23º Regimento de Serviço Aéreo Especial. Crooke foi criado principalmente na Rodésia (atual Zimbábue). Estudou no Aiglon College, na Suíça, e na Universidade de St. Andrews (1968–1972), na Escócia, onde obteve um mestrado em Política e Economia.

## Carreira
No início da carreira, Crooke trabalhou no setor bancário de Londres por alguns anos.
Depois, Crooke trabalhou quase 30 anos no Serviço Secreto de Inteligência (MI6), sob disfarce diplomático na Irlanda do Norte, África do Sul, Colômbia, Paquistão e Médio Oriente. Seu trabalho inicial incluiu ajudar a fornecer armas aos jihadistas que lutavam contra os soviéticos no Afeganistão e auxiliar no processo de paz na Irlanda do Norte.
Em 1997, tornou-se conselheiro de segurança do representante especial da UE para o Médio Oriente e, operando a partir da Embaixada Britânica em Tel Aviv, participou das tentativas britânicas de atrair o Hamas, a Jihad Islâmica e outros grupos palestinos para o processo político. Participou das negociações para pôr fim ao cerco do exército israelense ao complexo de Yasser Arafat em Ramallah e à Igreja da Natividade em Belém. No início dos anos 2000, auxiliou na negociação de diversas tréguas locais entre israelenses e palestinos. Crooke tinha bons contatos com os serviços militares e de inteligência israelenses.
Foi membro do Comitê Mitchell sobre as causas da Segunda Intifada em 2000.
Em 2001, o embaixador britânico em Israel, Francis Cornish, descreveu-o como "uma pessoa que trabalhou com os aparatos de segurança dos dois lados. Entrou em ação depois de eles pararem de confiar uns nos outros, e desenvolveu uma habilidade especial para persuadi-los da lógica das coisas e para superar a falta de confiança entre si". Crooke teve um papel central no estabelecimento de um cessar-fogo do Hamas em 2002.
Seu passado no MI6 foi exposto por um jornal israelense em 2002. Em setembro de 2003, foi-lhe ordenado que deixasse o Oriente Médio, contra a sua vontade, por “razões de segurança pessoal”, tendo um porta-voz da embaixada britânica dito: “Cremos que ele fez um trabalho muito difícil em condições difíceis e o fez com excelência”.
Na lista de honrarias do Ano Novo de 2004, foi agraciado com o CMG por serviços prestados ao avanço do processo de paz no Oriente Médio.

## Vida posterior ao serviço público
Em 2009, publicou o livro Resistance: The Essence of the Islamist Revolution, no qual fornece informações sobre o que ele chama de "Revolução Islâmica" no Médio Oriente, ajudando a oferecer insights estratégicos sobre as origens e a lógica dos grupos islâmicos que adotaram a resistência militar como táctica, incluindo o Hamas e o Hezbollah.
Desde 2018, publica artigos na Strategic Culture Foundation e aparece com frequência no programa "Judging Freedom", de Andrew Napolitano.

## Vida privada
Crooke se casou em 1976, teve três filhos e se divorciou. Desde 2005, ele vive em Beirute com sua companheira, com quem teve um filho e uma filha, casando-se novamente em 2012.